# Завалишин, Александр Иванович
Алекса́ндр Ива́нович Завали́шин (псевдоним А. Мордвин; 18 [30] июня 1891, пос. Кулевчинский, Оренбургское казачье войско — 21 апреля 1938, полигон Коммунарка) — российский, советский прозаик, драматург.

## Биография
Родился в пос. Кулевчинский Николаевской станицы (ныне — с. Кулевчи в Варненском районе Челябинской области) в бедной казачьей семье; мордвин.
В 1910—1914 годы жил в Оренбурге, служил писарем в войсковом хозяйственном правлении, земстве, губернском правлении.
В 1915—1917 годы учился в народном университете им. А. Л. Шанявского (Москва; не окончил). В августе 1917 года вернулся в Оренбург, был избран секретарём Оренбургского войскового правительства. В декабре 1917 года принял сторону большевиков и, разойдясь во взглядах с атаманом А. И. Дутовым, на казачьем войсковом круге сложил с себя звание войскового секретаря; был исключён из казачьего звания.
С 1918 года — член президиума Оренбургского совета казачьих депутатов; редактор «Троицких известий уездного совета депутатов». Участвовал в гражданской войне в Сибири.
С 1920 года жил в Кулевчах; вступил в члены РКП(б), был избран в сельсовет. Участвовал в работе VIII Всероссийского съезда Советов.
С 1922 года жил в Москве, работал в редакциях газет «Беднота», «Советская правда». Был членом группы «Октябрь». В 1934 году вступил в Союз писателей СССР.
31 января 1938 года был арестован. По обвинению в участии в контрреволюционной террористической организации Военной коллегией Верховного суда СССР 21 апреля 1938 года приговорён к высшей мере наказания; в тот же день расстрелян на полигоне «Коммунарка».
15 сентября 1956 года реабилитирован посмертно.

### Семья
Отец — Иван Анисимович Завалишин, казак-урядник, участник русско-японской войны, был ранен, удостоен боевых наград.
Брат — Фёдор, сельский учитель, краевед, создателя первого мордовского букваря, родоначальник мордовской литературы.
Сестра — Мария; окончила Коммунистический университет трудящихся Востока, была первой женщиной в составе станичного Совета Кулевчей, возглавляла женсовет, позднее заведовала парткабинетом райкома партии в Солнцево Курской области.
Сестра — Анна (в замужестве Балаева).
Жена — Антонина Николаевна Сосунова-Завалишина. Была арестована 28 апреля 1938 года, 8 лет провела в Карлаге. В 1954 году ей сообщили, что А. И. Завалишин умер в тюрьме в 1939 году.

## Творчество
Писал произведения на русском языке. Писать начал с 1906 года. Первое произведение «Душегуб и ведьма» было напечатано в 1911 году в оренбургском сборнике Н. Афиногенова «Серый труд». Занимаясь самообразованием, А. И. Завалишин написал письмо книговеду Н. А. Рубакину. Впоследствии в оренбургской газете «Казачья правда» (1917, № 17) была напечатана пьеса «Крючки» с посвящением Н. А. Рубакину. В этот период напечатал в «Тургайских областных известиях» три рассказа.
В 1928 году вышел сборник его рассказов «Пепел». В 1930-е годы А. И. Завалишин становится известным прозаиком и драматургом. Спектакли по его пьесам «Частное дело», «Стройфронт», «Партбилет» и др. шли во многих театрах страны.
В произведениях до 1927 года отмечались формально-технические недостатки: фотографичность, слабость психологического анализа, неоригинальность и небрежность языка. Сатира более поздних произведений направлена на внутреннего врага, нередко маскирующего революционной фразеологией свою реакционность.

### Избранные сочинения
- Завалишин А. И. Агитатор : Рассказы. — М. : изд-во Всерос. о-ва крест. писателей, [1928]. — 16 с. — (Дешевая книжка. Новинки крестьянского творчества ; № 26).
- Завалишин А. И. В темноте : Рассказы. — М. ; Л. : Гос. изд-во, 1927. — 32 с.
- Завалишин А. И. Вор : Сценки из дерев. жизни ; Расписались : Шутка в 1 д. — М. ; Л. : Гос. изд., 1926. — 54+2 с.
- Завалишин А. И. Козлиные бесы : Сценка в 1 действ. — М. : Гос. изд-во, 1927. — 8 с. — (Книжка-копейка).
- Завалишин А. И. Не те времена : Рассказы. — М. : Гос. изд., 1925. — 80 с. — (Б-ка для рабочих и крестьян «Изба-читальня»).
  -  — 2-е изд. — М. : Гос. изд., 1925. — 62 с.
- Завалишин А. И. Партбилет // Забытые пьесы 1920—1930-х годов : [сб.] / Гос. ин-т искусствознания; [сост., текстологич. подгот., вступ. ст., ист.-реальный коммент., сведения о постановках пьес и биографиях авт. В. В. Гудковой]. — М. : Новое литературное обозрение, 2014.
- Завалишин А. И. Первый блин : Рассказы. — М. : Изд-во Моссовета «Новая Москва», 1927 [1926]. — 111+1 с. — (Литературно-худ. б-ка «Недра»).
- Завалишин А. И. Пепел : Рассказы. — М. : Недра, 1928. — 180+2 с.
- Завалишин А. И. Рассказы. — М. : Сов. писатель, 1959. — 148 с. — (Содерж.: Хата Буденного; Бабий бунт; Фронтовик; Три дня; Встреча с братьями; Пепел; Дожил; Первый блин; Не признал; У Горького; Свежая борозда (отрывки)).
- Завалишин А. И. Сапожник агитатор : Пьеса в 1 действ. из деревенской жизни. — М. ; Л. : Гос. изд-во, 1928. — 39+1 с.
- Завалишин А. И. Свежая борозда : Дневник уполномоченного политотд. МТС. — [М.] : Моск. т-во писателей, 1934. — 239 с.
- Завалишин А. И. Скуки ради : [Рассказы]. — М. ; Л. : Гос. изд., 1925. — 48 с.
- Завалишин А. И. Сполох : Пьеса. — М. ; Л. : Гос. изд-во, 1929. — 14+2 с. — (Деревенский театр).
- Завалишин А. И. Строй фронт : Пьеса в 4 д., 12 картинах : Репертуар Театра революции. — [М.] : Гос. изд-во худ. лит-ры, 1932. — 88 с.
- Завалишин А. И. Фальшивая бумажка : (Пьеса в 2 действ.). — [М.] : Моск. о-во драматич. писателей и композиторов, 1929. — 24 с.
- Завалишин А. И. Хата Буденного : [Эпизоды и люди из эпохи гражд. войны]. — М. : Изд. и ф-ка юношеской книги изд-ва «Мол. гвардия», 1938. — 111 с.
- Завалишин А. И. Частное дело : Пьеса в 6 картинах. — М. : Теакино-печать, 1929. — 77+3 с.
- Завалишин А. И. Чеботарь-агитатор: Пьеса. — М.: Гиз, 1927[4].

## Адреса
Москва, Звонарский пер., д. 1, кв. 24.

## Память
В 1959 году в издательстве «Советский писатель» стараниями А. Н. Сосуновой-Завалишиной, жены писателя, и А. В. Успенского, председателя комиссии по литературному наследию А. И. Завалишина, вышла его книга «Рассказы».
В 1967 году в театрах Магнитогорска и Челябинска была поставлена пьеса «Стройфронт».
В селе Кулевчи в 1991 году поставлен памятник А. И. Завалишину.